# アンワリー
アンワリー（ペルシャ語:انوری、ラテン文字表記例:Anvari、Anwari、1126年頃 - 1189年頃）は、ペルシャの詩人。現在のイランホラーサーンのアビーワルドに生まれた。フルネームは「アウハド・アッディーン・アリー・イブン・マフムード（اوحد الدین علی ابن محد انوری）」と言い、1153年にグズ・トルコ族がホラーサーンの侵入を受けて詠んだ愛国的な詩『ホラーサーンの涙』で特に有名である。その生涯の多くは分かっていないが、セルジューク朝第8代スルターンであるアフマド・サンジャルに宮廷詩人として仕えたことは分かっている。
その詩は難解な文体ではあるが天文学や占星術、数学、哲学にも精通し、多くの頌詩（カスィーダ）を残したことから同じくペルシャの詩人であるフェルドウスィーやサアディーと並び称され、カスィーダ詩人としては最高峰に位置する。また頌詩のみならず叙情詩や四行詩、風刺詩も残した。

## 生涯
1126年頃に現在のイランホラーサーンのアビーワルドに生まれ、トゥースのマンスーリーヤ学院で学んだと伝わる。はじめは「ハーワリー」と称した。
セルジューク朝第8代スルターンのアフマド・サンジャルの知遇を受けて宮廷詩人として活躍し、多くの頌詩は『アンワリー詩集』に約1万5000句が収められている。『アンワリー詩集』はインドでは『クルリーヤート』として知られ、800頁に近い大冊となって印刷された。
アフマド・サンジャルが1157年に亡くなるとアンワリーは庇護者を失い、失意の果てにバルフに移り住み、風刺詩人として詩を残したが度々問題を起こしたことがあったため晩年は沈黙を保った。1189年にバルフで亡くなる。

## 『ホラーサーンの涙』
アンワリーが残した詩の中で最も有名な作品が、1153年にグズ・トルコ族がホラーサーンの侵入を受けて詠まれた『ホラーサーンの涙』である。以下はペルシャ文学者の黒柳恒男が訳した文章である。
| 「 | おお、朝風よ、サマルカンドを過ぎるなら、ホラーサーンの民の文をわが君に伝えよ。身の苦しみと心の嘆きで始まり、心の痛みと胸が張り裂ける想いで終わる文を。 | 」 |